# Алексейково (Торжокский район)
Алексейково — деревня в Торжокском районе Тверской области. Входит в состав Сукромленского сельского поселения.
Расположена на трассе Торжок — Луковниково.

## История
На карте Мёнде Тверской губернии деревня Алексейкова Сукромленской волости Новоторжского уезда. имеет 12 дворов
До 2005 года деревня входила в Сукромленский сельский округ.

## Население
По данным 2008 года в деревне проживало 54 жителя.
| 2010 |
| ---- |
| 55   |